# Courtmacsherry Bay SPA
Courtmacsherry Bay SPA este o arie protejată (arie de protecție specială avifaunistică — SPA) din Irlanda întinsă pe o suprafață de 1.298,71 ha, integral pe uscat.

## Localizare
Centrul sitului Courtmacsherry Bay SPA este situat la coordonatele 51°38′10″N 8°41′43″W / 51.63624°N 8.695368°V.

## Înființare
Situl Courtmacsherry Bay SPA a fost declarat arie de protecție specială avifaunistică în mai 2010 pentru a proteja 14 specii de animale.

## Biodiversitate
Situată în ecoregiunea atlantică, aria protejată nu include niciun habitat protejat.
La baza desemnării sitului se află mai multe specii protejate de  păsări (14): rață fluierătoare (Anas penelope), fugaci de țărm (Calidris alpina), cufundar mare (Gavia immer), scoicar (Haematopus ostralegus), pescăruș sur (Larus canus), pescăruș râzător (Larus ridibundus), sitar de mal nordic (Limosa lapponica), sitar de mâl (Limosa limosa), Mergus serrator, culic mare (Numenius arquata), ploier auriu (Pluvialis apricaria), călifar alb (Tadorna tadorna), fluierar cu picioare verzi (Tringa nebularia), nagâț (Vanellus vanellus).